# Ester Weststeijn-Vermaat
E. (Ester) Weststeijn-Vermaat (Delft, 1977) is een Nederlandse ambtenaar, bestuurder en partijloos politica. Sinds 14 februari 2019 is zij burgemeester van Rozendaal.

## Biografie

### Studie en loopbaan
Weststeijn studeerde van 1995 tot 2000 bedrijfscommunicatie en van 2000 tot 2002 bestuurskunde (cum laude) af aan de Radboud Universiteit in Nijmegen. Van 2015 tot 2017 volgde ze een postdoctorale opleiding Certified Public Controlling (CPC) aan de Erasmus Universiteit Rotterdam.
Van 2000 tot 2014 is Weststeijn bij zowel diverse overheden als organisaties werkzaam geweest als onderzoeker en beleidsadviseur. Tevens was zij van 2010 tot 2014 lid van de Delftse Rekenkamer. Vanaf 2014 tot haar burgemeesterschap in Rozendaal was zij werkzaam als concerncontroller bij de gemeente Pijnacker-Nootdorp.

### Burgemeester van Rozendaal
Eind oktober 2018 werd zij door de gemeenteraad van Rozendaal voorgedragen als nieuwe burgemeester. Begin december 2018 werd zij benoemd en de benoeming ging in op 14 februari 2019.

### Burgemeester van IJsselstein
Op 26 juni 2025 besloot de gemeenteraad van IJsselstein om Weststeijn voor te dragen als nieuwe burgemeester van de gemeente. De verwachting is dat zij eind september 2025 beëdigd zal worden. 

### Persoonlijk
Weststeijn is getrouwd en moeder van twee kinderen.